# Martha Argerich
María Martha Argerich (Buenos Aires, 5 de junio de 1941) es una pianista argentina de nacimiento y nacionalizada suiza, considerada una de los mayores exponentes de su generación y la posguerra. Especialmente célebre por sus interpretaciones de Frédéric Chopin, Franz Liszt, Johann Sebastian Bach, Robert Schumann, Maurice Ravel, Serguéi Prokófiev y Serguéi Rajmáninov.

## Biografía
Martha Argerich nació en Buenos Aires el 5 de junio de 1941. Su ascendencia paterna proviene de catalanes afincados en Argentina en el siglo XVIII (su bisabuelo era bisnieto del Dr. Cosme Argerich, uno de los primeros exponentes de la medicina en el Virreinato del Río de la Plata) y la de su madre, Juana Heller, de una familia judía ucraniana establecida en Argentina huyendo de los pogromos del siglo XX. En 1945, con sólo cuatro años de edad, dio su primer recital público de piano en el Teatro Astral. A los siete años de edad dio su primer concierto formal en el Teatro Astral, en el que interpretó el Concierto para piano y orquesta n.º 20 en re menor, K. 466 de Mozart y comenzó a estudiar piano con Vicente Scaramuzza (también maestro de Bruno Gelber, entre otros).
A principios de 1954, el presidente argentino Juan Domingo Perón la recibió en la residencia presidencial:

Yo tenía un poco más de 12 años, había tocado en el Teatro Colón y Perón me había dado una cita en la residencia presidencial. Mamá preguntó si podía acompañarme y le dijeron que sí, por supuesto. Yo no era muy peronista; me acuerdo de que siempre estaba pegando por todos lados papelitos que decían «Balbín-Frondizi». Perón nos recibió y me preguntó: «¿Y adónde querés ir, ñatita?». Y yo quería ir a Viena, para estudiar con Friedrich Gulda. A él le gustó que no quisiera ir a Estados Unidos. Lo más cómico fue que mi mamá, para congraciarse, le dijo que a mí me encantaría tocar un concierto en la UES [Unión de Estudiantes Secundarios]. Y parece que yo debo haber puesto una cara bastante reveladora de que la idea no me gustaba, porque Perón le empezó a seguir la corriente a mamá, diciéndole «por supuesto señora, vamos a organizarlo», mientras me guiñaba un ojo y, por debajo de la mesa, me hacía con un dedo que no. Él la estaba cargando a mamá y a mí me tranquilizaba. Se dio cuenta de que yo no quería. Fantástico, ¿no? Y le dio un trabajo a mi papá. Lo nombró agregado económico en Viena. Y a mamá le dijo que le parecía que ella también era muy inteligente, emprendedora y capaz y le consiguió otro puesto en la embajada.
Martha Argerich

Desde 1954, en Viena, Austria, Argerich estudió durante dieciocho meses con Friedrich Gulda -quien ha sido su maestro más influyente-. Después estudió en Ginebra con Madeleine Lipatti y Nikita Magaloff. Luego fue alumna de Stefan Askenase y María Curcio y en 1960 fue alumna de Arturo Benedetti Michelangeli.

## Vida personal
Martha Argerich tiene tres hijas: la mayor, Lyda, que se destaca como violista, hija de Chen Liang Sheng, director de orquesta sino-suizo; Annie es hija de Charles Dutoit, violinista y director de orquesta; y Stephanie, hija del pianista Stephen Kovacevich, es una cineasta que presentó en el Festival de Cine de Roma su ópera prima Bloody Daughter, que trata sobre la vida de su madre.
Uno de sus amigos cercanos fue el pianista brasileño Nelson Freire (1944-2021), que la acompañó frecuentemente en dúos de piano.
Argerich reside desde 1954 en Europa, habitualmente en Ginebra.

## Carrera profesional

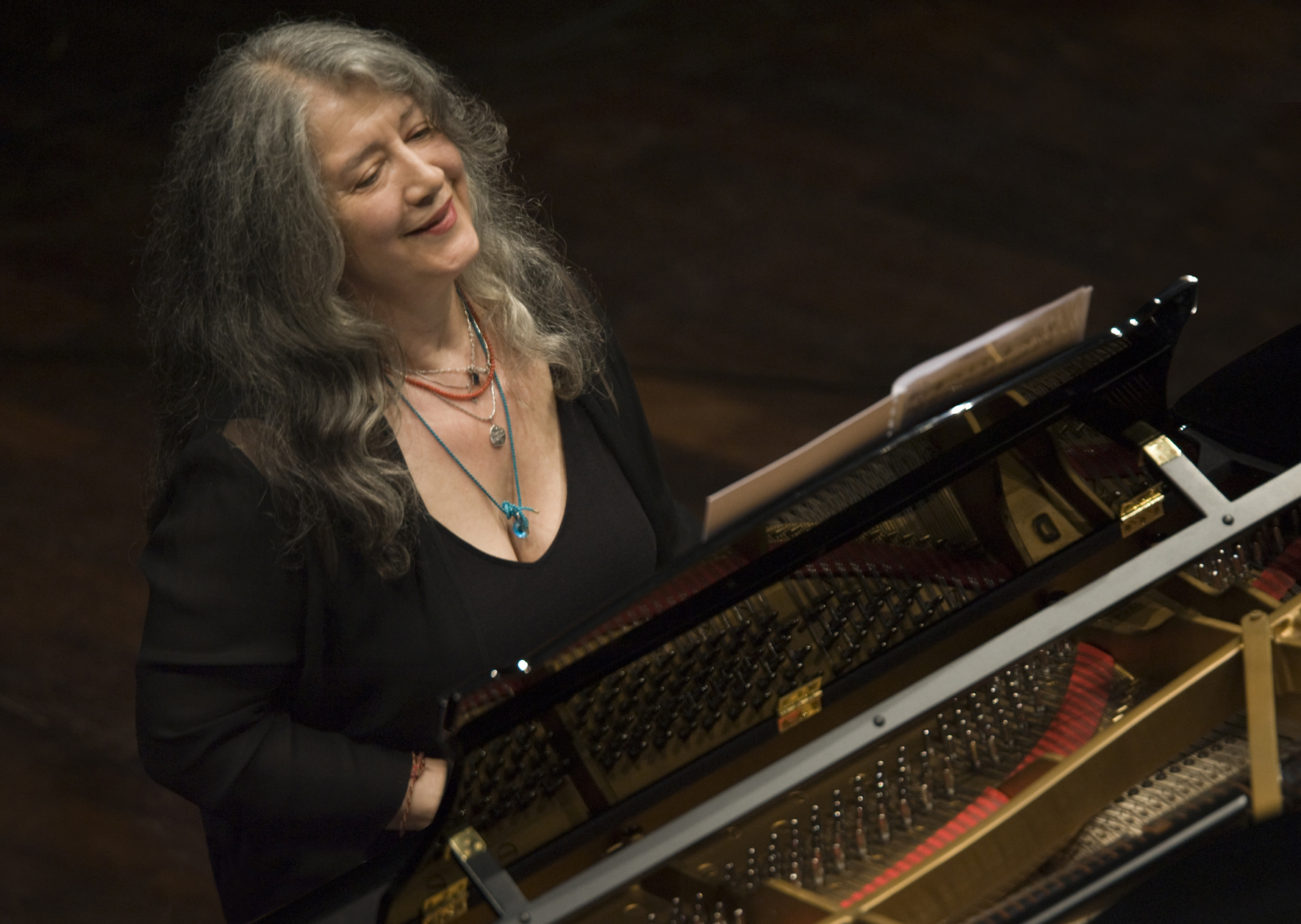
Martha Argerich en concierto en el Centro Cultural Kirchner, julio de 2015.

En 1957 ganó dos prestigiosos concursos de piano con tres semanas de diferencia, siendo estos el Premio Busoni de Bolzano y el Concurso de Ginebra. Más tarde, en 1965, obtuvo el primer premio en el Concurso Internacional de Piano Frédéric Chopin, reconocida por sus interpretaciones de Chopin y Liszt.
En varios reportajes, Argerich ha remarcado su sentimiento de soledad en el escenario durante la interpretación, y -quizá por ello- realizó muy pocos recitales de piano solista después de 1980, enfocándose en conciertos para piano y orquesta, música de cámara y acompañamiento instrumental en sonatas.
Ha sido reconocida especialmente por sus interpretaciones de compositores clásicos del siglo XX, tales como Serguéi Rajmáninov, Olivier Messiaen y Serguéi Prokófiev. Una de sus grabaciones más notables reúne al Concierto para piano n.º 3 de Rajmáninov con el Concierto para piano n.º 1 de Piotr Ilich Chaikovski. 
Obtuvo tres premios Grammy, en los años 2000, 2005 y 2006.
En el Teatro Colón de Buenos Aires se lleva a cabo anualmente el Festival Martha Argerich, en el cual se ofrecen conciertos por músicos e intérpretes de diferentes partes del mundo y donde también se celebra un concurso de piano en el cual Argerich preside a menudo el jurado.

## Premios y reconocimientos
- 1965 – Primer premio en el Concurso Internacional de Piano Frédéric Chopin.
- 1989 – Premio Konex de Platino, mejor pianista de la historia.
- 1999 – Premio Konex de Brillante, personalidad más destacada de la música clásica de la década (1989-1998).
- 2000 – Premio Grammy a la mejor interpretación instrumental solista (con orquesta): Martha Argerich con la Sinfónica de Montreal dirigida por Charles Dutoitpor Prokófiev: Concierto para piano n.º 1 & n.º 3; Bartók: Concierto para piano n.º 3.
- 2005 – Premio Grammy a la mejor interpretación de música de cámara: Martha Argerich y Mijaíl Pletniov por Prokófiev: Cenicienta, suite para dos pianos (con arreglos de Pletniov); Ravel: Ma mere l'oye.
- 2005 – Premio de la Asociación Japonesa de las Artes.[8]
- 2006 – Premio Grammy a la mejor interpretación instrumental solista (con orquesta): Martha Argerich con la Orquesta de Cámara Mahler dirigida por Claudio Abbado por Beethoven: Conciertos para piano n.º 2 & n.º 3.
- 2016 – Premio Kennedy, otorgado por el presidente de Estados Unidos Barack Obama.
- 2018 – Orden al Mérito de la República Italiana[9] en grado de Comendador.
- 2023 – Orden Nacional de la Legión de Honor,[10] otorgada por el 25.º presidente francés, Emmanuel Macron, en reconocimiento a sus “contribuciones excepcionales a la música clásica y su impacto cultural a nivel mundial”.[11]

## Discografía selecta
- Bach: Sonatas para violonchelo y piano BWV 1027-1029. Con Maisky (DG).
- Bach: Tocata BWV 911, Partita n.º 2 (1980, DG).
- Bartok, Debussy, Mozart: Sonata para dos pianos y percusión; Out doors; En blanc et noir; Andante K.501. Con Kovacevich (1977, Decca).
- Beethoven: Conciertos para piano n.º 1 & 2. Con Sinopoli, PhO (DG).
- Beethoven: Conciertos para piano n.º 2 & 3. Con Abbado, Mahler CO (2000, 2004, DG) Grammy 2006.
- Brahms, Schumann: Cuarteto para piano n.º 1, Fantasiestücke op. 88 (trío p.). Con Kremer, Bashmet, Maisky (2002 DG).
- Chaikovski: Concierto n.º 1. Con la Sinfónica de la Radio de Baviera, Kondrashin (Philips 446 673-2).
- Chaikovski: Concierto para piano n.º 1, El cascanueces. Con Abbado, BPO, Economou (DG).
- Prokófiev: Concierto para piano n.º 1, Concierto para piano n.º 3. Con Dutoit, Abbado (DG).
- Rajmáninov: Concierto para piano n.º 1, Concierto para piano n.º 3. Con Kondrashin, Chailly (1980, 1982, Philips).
- Chopin: Sonata para piano n.º 3; Mazurcas op. 59. n.º 1-3; Scherzo op. 39; Polonesa op. 53 (EMI 7243 5 56805 2 5).
- Chopin: Conciertos para piano. Con la Sinfónica de Montreal, Dutoit (EMI 7243-5-56798-2-6).
- Chopin: Concierto para piano n.º 1; Scherzo n.º 3. Con la Filarmónica Nacional de Varsovia, Rowicki (Laserlight 14 168).
- Chopin: Preludios n.º 1-26; Barcarola; Polonesa heroica; Scherzo n.º 2 (DG).
- Chopin: Preludios n.º 1-26, Sonata para piano n.º 2 (1975, 1977, DG).
- Chopin: Recitales inéditos RIAS & WDR 1959-1967 (1959, 1967, DG).
- Chopin: Grabaciones completas Deutsche Grammophon (DG).
- Chopin, Liszt: Concierto para piano n.º 1. Con Abbado, LSO (1968, DG).
- Chopin, Schumann: Sonata para violonchelo y piano, Adagio op. 70. Con Rostropóvich (1980, DG).
- Mozart: Concierto para piano n.º 20 & 25. Con Abbado, Orquesta Mozart (en vivo, Festival de Lucerna, marzo de 2013 - 2013, DG).
- Prokófiev, Ravel: Concierto para piano n.º 3, Concierto para piano. Con Abbado, BP (1967, 1974 DG).
- Prokófiev, Ravel: Suite Cenicienta, Ma mère l'oye. Con Pletniov (2004, DG) Grammy a la mejor interpretación de música de cámara, 2005.
- Prokófiev, Bartok: Conciertos para piano n.º 1 & 3, Concierto para piano n.º 3. Con la Sinfónica de Montréal, Dutoit (1998, EMI). Grammy 2000.
- Rajmáninov: Concierto para piano n.º 3, Suite n.º 2. Con Chailly, Freire (1982 Philips).
- Rajmáninov: Concierto para piano n.º 3. Con la Sinfónica de Radio Berlín, Chailly.
- Ravel: Concierto para piano n.º 2; Gaspard de la nuit, Sonata para piano. Con Abbado, BP (DG).
- Schubert, Schumann: Sonata arpeggione; Fantasiestücke op. 73; Stücke im Volkston. Con Maisky (1984, Philips).
- Schumann: Concierto para piano. Con la Orquesta Nacional de Francia, Celibidache. (Artists Fed 012).
- Schumann: Kinderszenen, Kreisleriana (DG).
- Shostakóvich: Concierto para piano n.º 1; Haydn: Concierto. Con la Württembergisches Kammerorchester Heilbronn, Faerber (DG 439 8642).
- Shostakovich, Chaikovski: Tríos para piano. Con Kremer, Maisky (1998 DG).
- Shostakovich, Haydn: Concierto para piano n.º 1, Concierto para piano n.º 11. Con Faerber (1993 DG).
- Argerich. Beethoven, Poulenc, Mozart,  Schumann, Prokofiev, Liszt, Bartok,  Schubert, Brahms, Milhaud, Stravinsky. Los conciertos de Lugano (DG).
- Argerich. Carte blanche (en vivo, Festival de Verbier de 2007) Con Lang, Bashmet, Capuçon, Maisky, Montero, Rachlin (DG).
- Argerich. Debut recital: Chopin, Brahms, Liszt, Ravel (DG).
- Argerich. Early recordings (1960-1967, NDR e WDR broadcasting): Mozart, Beethoven, Prokofiev, Ravel (2016 DG).
- Argerich. Los conciertos (1967-2004). Collection vol. 2 (DG).
- Argerich. El arte de Martha Argerich (50 años con DG) - 70º cumpleaños. (1960, 2009 DG).
- Argerich. La integral de dúos con Kremer y Maisky, vol. 5 (1985, 2003 DG).
- Argerich. Las grabaciones para Philips, vol. 4 (1977, 1987 Decca).
- Argerich. Las grabaciones de solista (1960-1983), vol. 1 (1960, 1983 DG).
- Argerich. Música de cámara, vol. 3 (1983 DG).
- Argerich. Las grabaciones completas para Deutsche Grammophon (2015 DG).
- Argerich & Freire: Live in Salzburg (03-08-2009). Con Freire (DG).
- Argerich & Abbado: Todos los conciertos. Con BPO, LSO, Orch. Mozart, Mahler CO (1967, 2013 DG).
- Argerich & Barenboim: En vivo en Buenos Aires (Teatro Colón, julio de 2015): Schumann, Debussy Bartók (2016 DG).
- Grandes pianistas del s. XX. Con la Sinfónica de Londres, Filarmónica de Berlín, Sinfónica de la Radio de Berlín, Abbado, Chailly (Philips 456 700-2).
  - Volumen 2: Bach, Liszt, Ravel, Prokófiev y Rachmáninov.
  - Volumen 3: Chopin, Schumann y Liszt.
- Colección completa: piano solo: Chopin, Bach, Schumann, Liszt, Brahms, Ravel, Prokófiev. Dos pianos: Chaikovski, Rachmáninov. Conciertos: Beethoven, Chopin, Chaikovski, Schumann, Liszt, Prokófiev, Ravel. Con Philharmonia, National Symphony, Royal Philharmonic Orchestra, Sinfónica de Londres, Filarmónica de Berlín, Sinopoli, Rostropóvich, Dutoit, Abbado. 11 discos compactos (DG 453 566-2).
- Colección completa de piano: Chopin, Bach, Schumann, Liszt, Brahms, Ravel, Prokofiev. Due pianoforti: Tchaikovski, Rachmaninov. Conciertos para piano: Beethoven, Chopin, Tchaikovski, Schumann, Liszt, Prokofiev, Ravel. Philharmonia, National Symphony, Filarmónica Real, Sinfónica de Londres y Filarmónica de Berlín. Sinopoli, Rostropovich, Dutoit, Abbado. (11CD, DG 453 566-2).

## Biografías
- Bellamy, Olivier. Martha Argerich: l'enfant et les sortilèges (Broché). ISBN 2283023467.[12]